# Śabkadar
Śabkadar (paszto: شبقدر, urdu: شبقدر‬)– miasto w Pakistanie, w prowincji Chajber Pasztunchwa. W 1998 roku liczyło 55 439 mieszkańców.